# Pieczory
Pieczory (ros. Печоры; est. Petseri) – miasto w Rosji w obwodzie pskowskim.  Liczy około 17 000 mieszkańców (2005). Od 1920 do 1944 miasto i otaczające je okolice należały do Estonii.

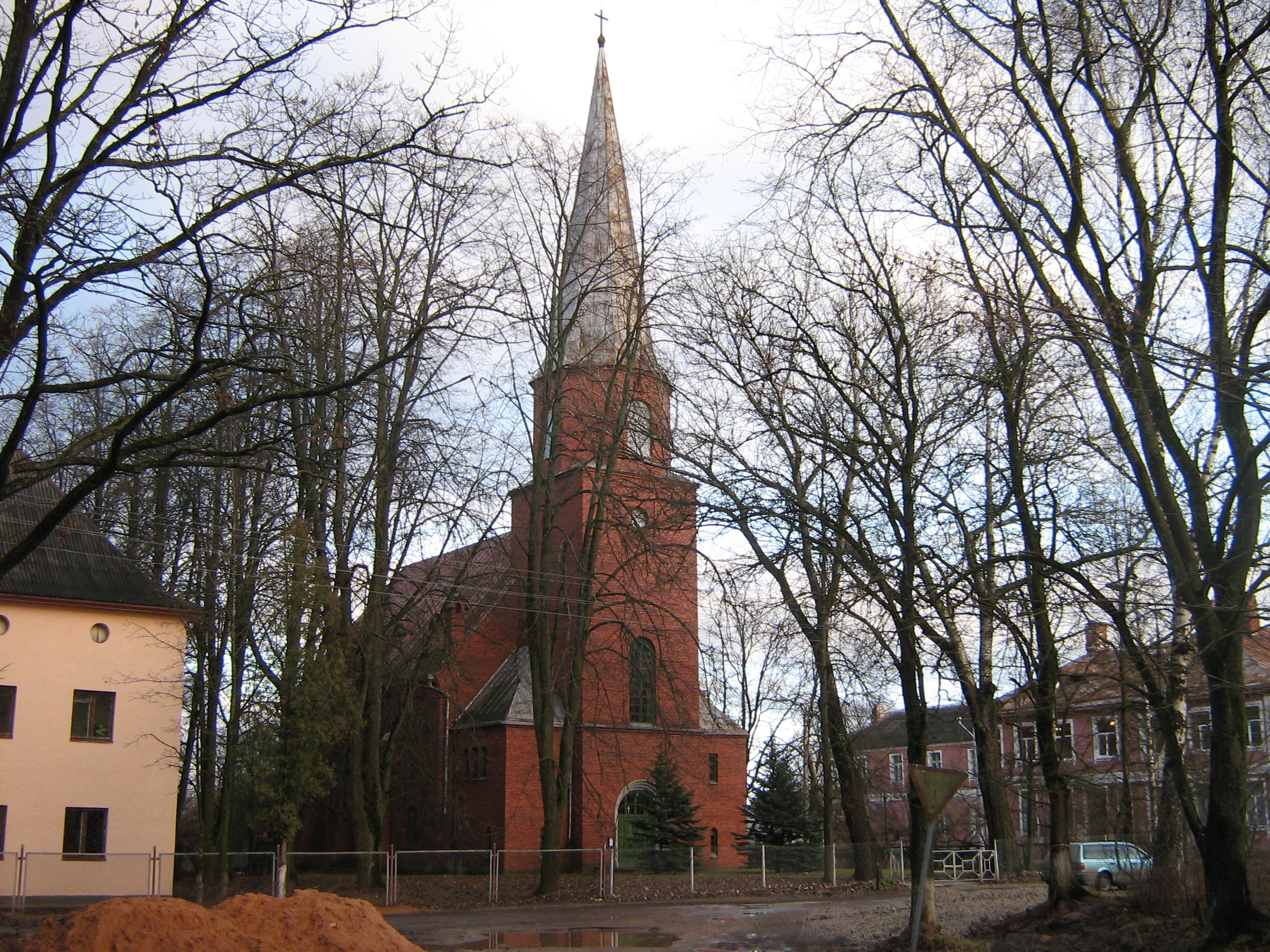
Kościół luterański

W mieście znajduje się jeden z najważniejszych klasztorów Rosyjskiego Kościoła Prawosławnego – istniejący nieprzerwanie najpóźniej od 1473 monaster Pskowsko-Pieczerski. Pieczory to ważne miejsce dla mniejszości prawosławnych Estończyków: Setu - ich historyczno-kulturowy obszar ze świętymi miejscami (zarówno z czasów pogańskich, jak i z czasów przyjęcia chrześcijaństwa) został przedzielony i obecnie część Setu mieszka na terenie Estonii, a część w Rosji, co od lat powoduje komplikacje i napięcia.
Znajduje tu się stacja kolejowa Pieczory-Pskowskije, położona na linii Psków - Ryga. Jest to rosyjska stacja graniczna na granicy z Estonią.

## Przynależność państwowa
- 1510–1547 – Wielkie Księstwo Moskiewskie
- 1547–1721 –  Carstwo Rosyjskie
- 1721–1917 –  Imperium Rosyjskie
- 1917 –  Republika Rosyjska
- 1920–1940 –  Republika Estońska
- 1940–1941 –  ZSRR (okupacja)
- 1941–1944 –  III Rzesza (okupacja)
- 1944–1991 –  ZSRR
- od 1991 –  Federacja Rosyjska